# Липовце
Липовце (слч. Lipovce) насељено је мјесто са административним статусом сеоске општине (слч. obec) у округу Прешов, у Прешовском крају, Словачка Република.

## Становништво
| Година:    | 1994. | 2004.   | 2014.  | 2024.   |
| ---------- | ----- | ------- | ------ | ------- |
| Број људи: | 506   | 500     | 521    | 517     |
| Разлика:   |       | -1,18 % | +4,2 % | -0,76 % |

| Година:    | 2023. | 2024.   |
| ---------- | ----- | ------- |
| Број људи: | 511   | 517     |
| Разлика:   |       | +1,17 % |

Према подацима о броју становника из 2024. године насеље је имало 517 становника.